# Solanum heterodoxum
Solanum heterodoxum ist eine Pflanzenart aus der Gattung der Nachtschatten (Solanum) in der Familie der Nachtschattengewächse (Solanaceae).

## Beschreibung
Solanum heterodoxum ist eine gespreizt verzweigte, einjährige, krautige Pflanze mit einer Wuchshöhe von 30 bis 70 cm. Sie ist mit Stacheln besetzt und bildet eine Pfahlwurzel. Die Stängel sind drehrund, grün und dicht oder spärlich mit klebrigen, drüsenspitzigen, unverzweigten Trichomen von 0,2 bis 0,4 mm Länge behaart. Die Stacheln sind pfriem- bis bogenförmig und werden 2 bis 8 mm lang. Sind sie pfriemförmig, besitzen sie eine breite Basis. Die sympodialen Einheiten enthalten meist zwei Laubblätter, die leicht paarweise stehen. Die Form der Blattspreiten reicht von breit eiförmig bis dreieckig, sie sind zweifach fiederspaltig geteilt, an der Basis meist gebuchtet. Die äußersten Lappen sind meist stumpf oder gerundet. Die Länge der Blattspreiten erreicht 4 bis 11 mm. Die größeren Blattadern sind mit Stacheln besetzt, die Oberseite kann unterschiedlich drüsig behaart sein, meist finden sich zusätzlich einige gerade, einfache, nichtdrüsige Trichome mit bis zu 0,8 mm Länge. Die Unterseite ist verstreut mit aufsitzenden, wenig-strahligen sternförmigen Trichomen und kurzgestielten Drüsen besetzt. Die Blattstiele sind bewehrt und etwa 1/2 bis 2/3 so lang wie die Blattspreite.
Die Blütenstände stehen zwischen den Knoten, sind 4 bis 10 cm lang und bestehen aus fünf bis neun Blüten. Vor dem Aufblühen sind die Knospen umgekehrt eiförmig und etwa 1 cm lang. Zur Blütezeit ist der Kelch auf etwa 2/3 der Länge mit lanzettlichen Kelchzipfeln gespalten, die Kelchröhre ist glockenförmig und 1,5 bis 2,2 mm lang. Die Krone ist violett oder blau gefärbt und misst 1,0 bis 1,7 cm im Durchmesser. Sie ist fünfeckig und mit schmal bis breit dreieckigen Kronlappen besetzt. Das Gewebe zwischen den einzelnen Kronblättern ist meist üppig ausgeprägt und gefaltet. Die Staubbeutel sind purpurn überhaucht, langgestreckt und nicht sichtbar zusammengeneigt, ein Staubbeutel ist nur sehr leicht größer als die restlichen. Sie erreichen Längen von 3,5 bis 5,0 mm, der obere ist leicht nach innen gebogen. Die Staubfäden sind gelb und 2 bis 4 mm lang. Der Fruchtknoten ist unbehaart und dicht an der Kelchröhre anliegend. Er trägt einen 3 bis 5 mm langen, schlanken Griffel mit einer kopfigen, 0,3 bis 0,6 mm durchmessenden Narbe.
Die Frucht ist eine kugelförmige Beere mit einem Durchmesser von 9 bis 12 mm. Im Alter trocknet sie ein und springt auf. Der Kelch vergrößert sich an der Frucht und umschließt diese. Je Frucht werden 40 bis 70 Samen gebildet. Diese sind dunkelbraun, linsenförmig und etwa 2,5 bis 2,9 mm lang, fein grubig und faltig.
Die Chromosomenzahl beträgt 2n = 24.

## Verbreitung
Solanum heterodoxum kommt in zwei disjunkten Gebieten vor, die durch die Chihuahua-Wüste getrennt werden. Das Gebiet reicht vom Südwesten New Mexicos und dem Südosten Arizonas bis nach Veracruz.

## Systematik
Solanum heterodoxum wird innerhalb der Nachtschatten (Solanum) in die Untergattung Leptostemonum eingeordnet.